# Ernst Schultz (Leichtathlet)

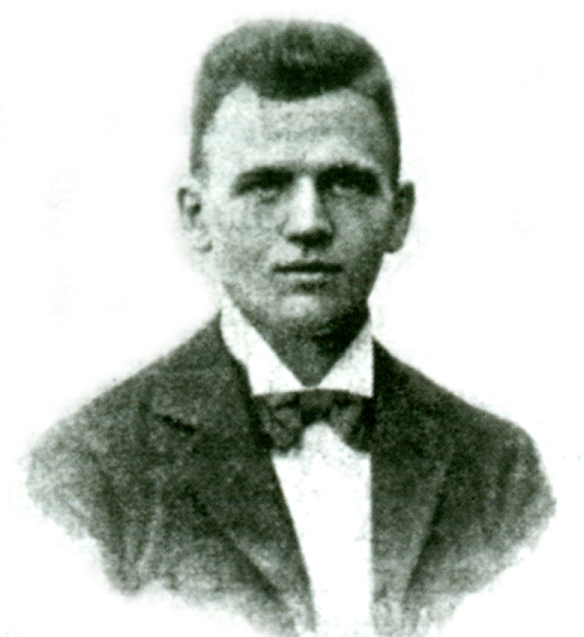

Ernst Schultz (Ernst Ludvig Emanuel Schultz; * 15. Mai 1879 in Horsens; † 20. Juni 1906 in Roskilde-Fjord) war ein dänischer Sprinter, der 1900 eine olympische Bronzemedaille gewann.
Schultz war von Beruf Buchhalter. Als Mitglied des Vereins Kopenhagen FF (später Kopenhagen IF) beteiligte er sich an den nationalen Meisterschaften Dänemarks, bei denen zwischen 1896 und 1900 auch die ungewöhnliche Streckenlänge von 150 Meter absolviert wurde. Nachdem er 1898 hierbei bereits den dritten Platz erreicht hatte, konnte er 1899 sogar den Meistertitel erringen und wurde bei erneuter Teilnahme 1900 Zweiter.
Die Olympischen Sommerspiele 1900 in Paris waren für Schultz der sportliche Höhepunkt. Er beteiligte sich nur am 400-Meter-Lauf, wo er einer von 15 Teilnehmern war, darunter acht US-Amerikaner. In seinem Vorlauf hatte er jedoch nur einen US-amerikanischen Läufer als Gegner, hinter dem Schultz den zweiten Platz erringen konnte und sich damit für den Finallauf qualifizierte. Schultz war im Finale mit ursprünglich sechs Teilnehmern der einzige Läufer, der kein US-Amerikaner war.
Der Finalwettkampf wurde am Sonntag den 15. Juli ausgetragen. Dies bereitete einigen US-amerikanischen Athleten Schwierigkeiten, da ihr Glaube ihnen jeglichen Sport an einem Sonntag verbot. Die Organisatoren hatten grundsätzlich kein Einsehen mit den Wünschen vieler US-Athleten, die an einem Sonntag keinen Wettkampf bestreiten wollten, so dass schließlich drei Läufer, Dixon Boardman, Harry Lee und William Moloney, nicht am Finallauf teilnahmen. Bei nur drei Läufern im Finale war Schultz der dritte Platz sicher. Der Rückstand auf seine beiden US-amerikanischen Kontrahenten war jedoch enorm.
Die Platzierungen bei Olympischen Spielen für Ernst Schultz:
- II. Olympische Sommerspiele 1900, Paris
  - 400 m – Bronze mit 53,0 s (Gold an Maxie Long mit 49,4 s; Silber an William Holland mit 49,6 s)

Anmerkung: Mit Ausnahme der Zeit des Siegers sind die Laufzeiten geschätzt, da es für die Platzierten keine Zeitmessung gab. Bei ihnen wurde der Rückstand auf den Sieger oder Vorplatzierten mit einer Längenangabe festgestellt.
1902 machte Schultz noch einmal sportlich auf sich aufmerksam. Nach seinem Wechsel zum Verein Hellerup IF beteiligte er sich erneut an den nationalen Meisterschaften Dänemarks und belegte über 100 m den dritten Platz.
Schultz starb im Alter von 27 Jahren.